# Hajdúdorog

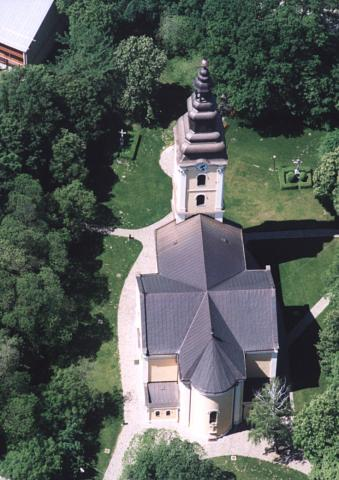
Luftaufnahme: Hajdúdorog – Kirche

Hajdúdorog [ˈhɒjduːdoroɡ]  (deutsch: Deroch) ist eine Stadt im Komitat Hajdú-Bihar in Ostungarn unweit von Debrecen.

## Geschichte
Das alte Heiduckenstädtchen wurde 1301 erstmals erwähnt. Hajdúdorog ist seit 1912 der griechisch-katholische Bischofssitz des Landes.

## Sehenswürdigkeiten
- Im Ort kann eine griechisch-katholische Kirche aus dem 18. Jahrhundert besichtigt werden.
- Der jüdische Friedhof ist gut erhalten.

## Partnerstädte
- Lubartów, Polen
- Odorheiu Secuiesc (Székelyudvarhely, deutsch: Hofmark), Rumänien
- Podenzano, Italien

## Persönlichkeiten
- Elisabeth Vilma Lwoff-Parlaghy (1863–1923), Malerin
- Mária Mátyás (1924–1999), Opernsängerin